# Christa Goetsch

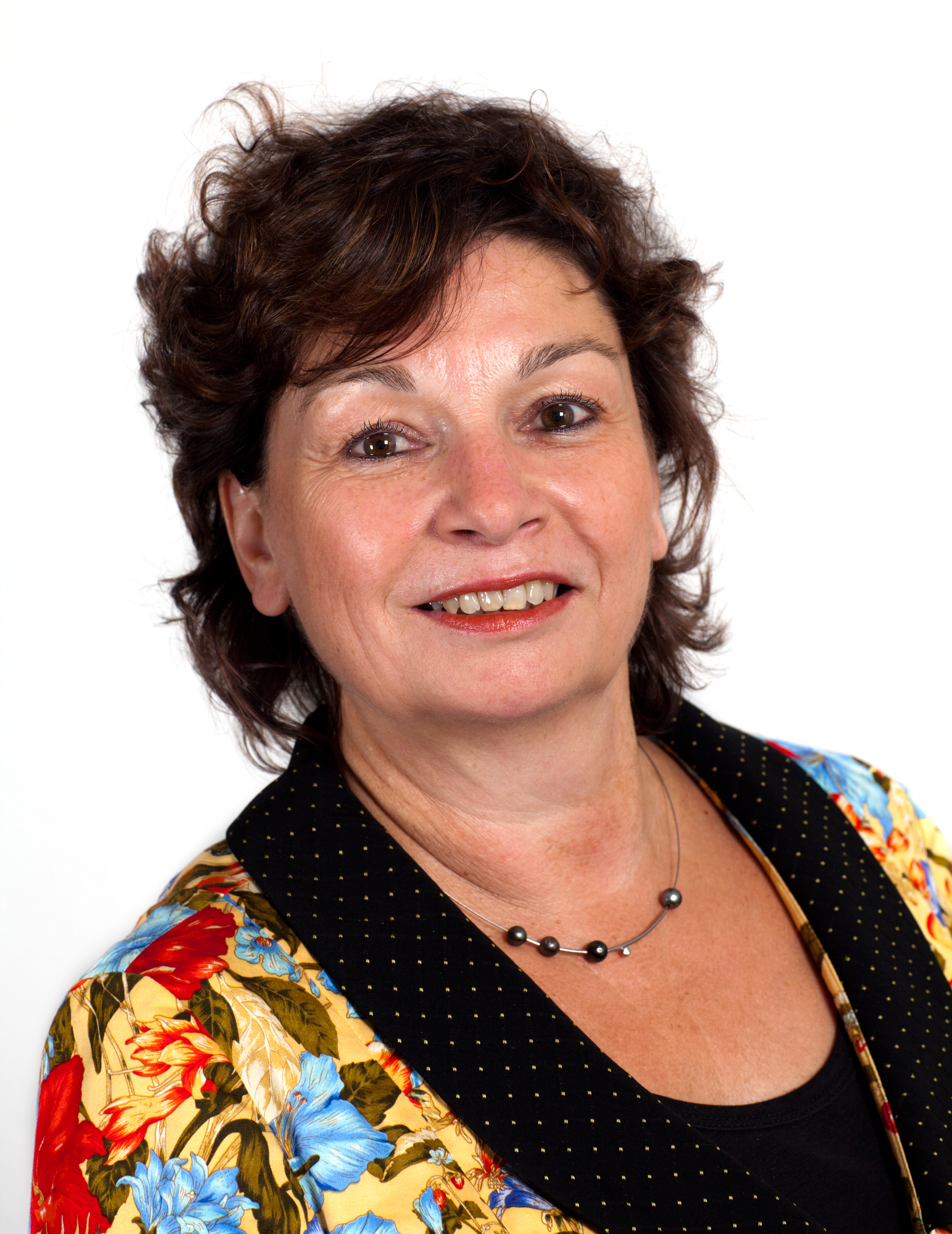
Christa Goetsch (2011)

Christa Goetsch (* 28. August 1952 in Bonn) ist eine ehemalige deutsche Politikerin (Bündnis 90/Die Grünen). Von 1997 bis 2015 war sie Mitglied der Hamburgischen Bürgerschaft und von 2008 bis 2010 Senatorin und Präses der Behörde für Schule und Berufsbildung  und Zweite Bürgermeisterin in Hamburg.

## Familie
Christa Goetschs Vater war Professor für Medizinische Mikrobiologie, ihre Mutter Zahnarzthelferin. Goetsch wuchs in München auf. Sie ist verwitwet, hat einen volljährigen Sohn, lebt in Ottensen, einem Stadtteil Hamburgs im Bezirk Altona, und im Wendland.

## Ausbildung und Beruf

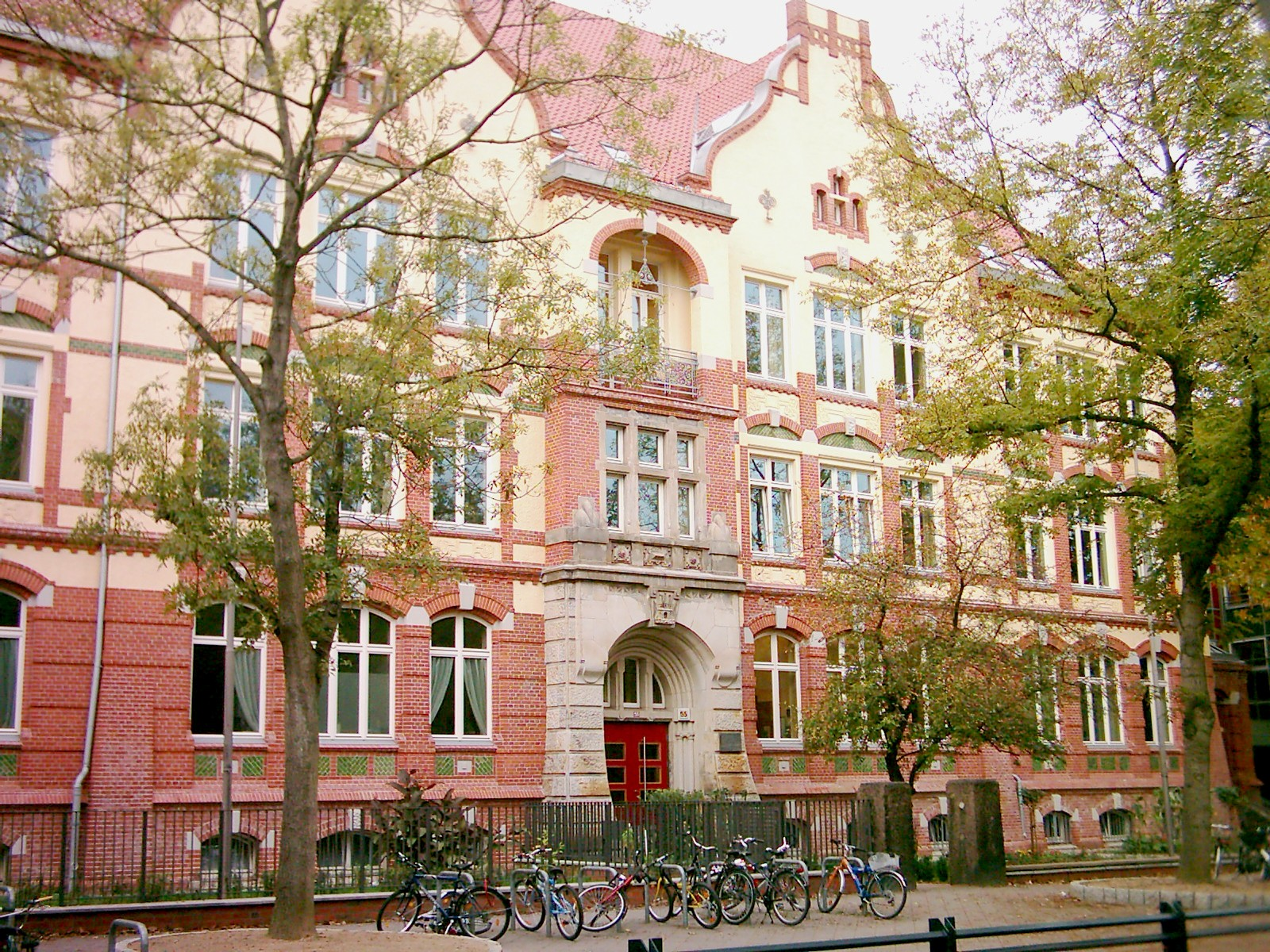
Theodor-Haubach-Schule in Hamburg Altona

Christa Goetsch wurde 1958 in München eingeschult und machte 1971 ihr Abitur in Essen. Im Anschluss absolvierte sie eine Ausbildung zur pharmazeutischen Vorexaminierten und studierte in Frankfurt am Main Chemie und Biologie auf Lehramt. 1978 folgte ein Referendariat an der Katholischen Bonifatiusschule in Hamburg-Wilhelmsburg. Von 1980 bis 2002 arbeitete Christa Goetsch als Lehrerin an der Theodor-Haubach-Schule in Hamburg-Altona-Nord, einer Grundschule und integrierten Haupt- und Realschule mit einem Förderzentrum für talentierte Jugendliche mit Migrationsgeschichte. Seit 2012 unterrichtet sie Naturwissenschaften an der Louise-Schroeder-Schule, einer integrativen Ganztagsgrundschule in Altona.

## Politik
Seit 1995 ist Goetsch Mitglied von Bündnis 90/Die Grünen. Schon 1997 zog sie in die Hamburgische Bürgerschaft ein, wo sie Sprecherin für Schul- und Bildungspolitik ihrer Fraktion war. Von 2002 bis 2008 war sie Vorsitzende der GAL-Fraktion. Sie saß unter anderem in der Enquete-Kommission Schulentwicklung, im Eingabenausschuss, Schulausschuss sowie im Sonderausschuss Vernachlässigte Kinder.
Goetsch war für ihre Partei Spitzenkandidatin bei der Bürgerschaftswahl in Hamburg 2008. Sie führte die Koalitionsverhandlungen mit der Hamburger CDU. Vom 7. Mai 2008 bis zur vorzeitigen Entlassung der GAL-Mitglieder durch den Ersten Bürgermeister Christoph Ahlhaus am 29. November 2010 war Christa Goetsch Mitglied im Senat der Freien und Hansestadt Hamburg. Dort war Senatorin Goetsch Präses der Behörde für Schule und Berufsbildung und Zweite Bürgermeisterin in der ersten Schwarz-Grünen Koalition auf Länderebene (Senat von Beust III, ab 25. August 2010 Senat Ahlhaus).
Ihr ruhendes Bürgerschaftsmandat nahm sie danach wieder an. Bei der Bürgerschaftswahl in Hamburg 2011 errang sie erneut ein Mandat über den Wahlkreis Altona für das Landesparlament. Sie war für die Fraktion Fachsprecherin für Kultur.
Im September 2014 kündigte Goetsch ihren Rückzug aus der Politik an. Nach eigenen Angaben hatte diese Entscheidung ausschließlich persönliche Gründe. Sie habe „eigentlich alles erreicht“ und müsse sich und anderen „nichts mehr beweisen“. Bei der Bürgerschaftswahl 2015 trat Goetsch nicht mehr an.